# Stripper virtual

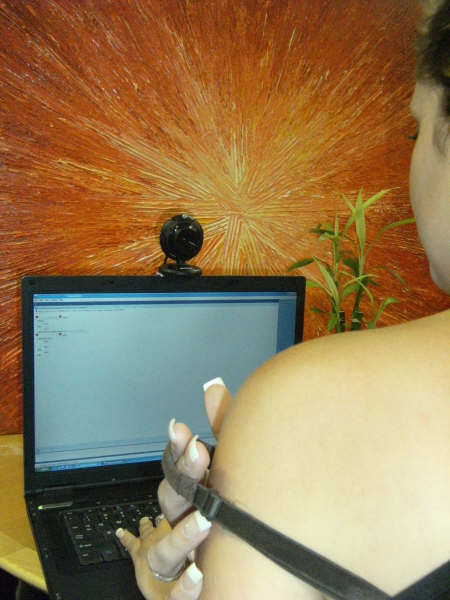
Uma stripper virtual mostrando-se para alguém na webcam.

Stripper virtual é um  profissional do sexo virtual. São mulheres e raramente homens pagos para proporcionar companhia e prazer virtual, utilizando a conexão de Internet, webcam, computador, algum mensageiro instantâneo com suporte para vídeo ou similar e o seu corpo.
A maioria dos strippers virtuais não mostram o rosto nem revelam seus nomes verdadeiros a fim de preservar sua identidade. Algumas fazem apenas este trabalho, sem serem garotas de programa na vida real. São contratadas por um determinado prazo, após receberem o pagamento fazem sexo virtual com os compradores, que inclui visualização de masturbação, realização de fantasias eróticas, striptease, etc. Esse trabalho ainda não é muito conhecido no Brasil, mas vem crescendo a oferta e a procura a cada dia.
Pela Internet é possível encontrar sites onde uma série de garotas ou rapazes fazem exibição do seu corpo de forma não particular, estando ligado a empresas deste meio, os chamados chats adultos. Nestes sites os modelos são classificados por gêneros, tais como: mulheres, casais, gay, fetiche, transexuais, etc.
Geralmente, existe a possibilidade de um pequeno diálogo de apresentação com o stripper virtual de forma conjunta com diversos clientes e posteriormente após o pagamento o cliente verá o show, que em alguns casos pode incluir o cliente sendo visualizado pela própria câmera para maior interação
.